# Arrentès-de-Corcieux
Arrentès-de-Corcieux ist eine französische Gemeinde mit 177 Einwohnern (Stand: 1. Januar 2022) im Département Vosges in der Region Grand Est. Sie gehört zum Arrondissement Saint-Dié-des-Vosges und zum Gemeindeverband Saint-Dié-des-Vosges.

## Geografie
Die Gemeinde Arrentès-de-Corcieux liegt etwa acht Kilometer nördlich der Stadt Gérardmer in den Vogesen. Das Gemeindegebiet erstreckt sich über einen bewaldeten Höhenzug zwischen den Tälern des Neuné im Nordosten und der der Vologne im Südwesten. 
Arrentès-de-Corcieux ist kein gewachsenes Dorf, es gibt keinen markanten Siedlungskern. Die Gemeinde setzt sich vielmehr aus folgenden verstreut liegenden Weilern und Höfen zusammen:
| - Behemex - Beninfaing - Blainfaing - Bulmont - Derrière Nayemont - Herqueville - La Chaume de Nayemont | - La Grain - La Grande Fouye - Lambermeix - La Querelle - Le Clair Sapin - Le Ma Pré - Le Molfaing | - Le Popet - Le Pré Vinel - Les Gouttelles - Les Hennottes - Les Seuchaux - Les Voids | - Lionfontaine - L’Oiseaupré - Mariémont - Sarifaing - Sarimont - Vardompré |

Drei Viertel des Gemeindeareales sind bewaldet (Forêt Domaniale de Vologne), landwirtschaftlich nutzbare Flächen finden sich nur im Norden der Gemeinde oder auf kleineren Rodungsinseln. Im Süden der Gemeinde liegen die höchsten Erhebungen:
| - Tête de Nayemont 965 m - Haut de la Pierre de Taille 956 m - Tête des Gazons 926 m |

Die Bergbäche Ruisseau de Rayrand, Ruisseau des Bans, B’Heumey und Corbeline entspringen im Gemeindegebiet von Arrentès. Bis auf letzteren, der in die Vologne mündet, fließen sie in Richtung Norden zum Neuné.
Nachbargemeinden von Arrentès-de-Corcieux sind Corcieux im Norden, Gerbépal im Osten, Gérardmer im Süden, Barbey-Seroux im Westen sowie Vienville im Nordwesten.

## Geschichte
Im Gegensatz zu den umliegenden Gebirgsgemeinden ist Arrentès-de-Corcieux noch relativ jung. Die erste schriftliche Erwähnung stammt aus dem Jahr 1711, als die Gemeinde zur Vogtei Bruyères gehörte. Die Pfarrgemeinde war Teil der Pfarrei Corcieux im Dekanat Épinal. Seit 1790 ist Arrentès Teil des Wahlkreises (Kantons) Corcieux.
Während der deutschen Invasion 1870 wurden das Rathaus und die Schule durch einen Brand zerstört. 1871 konnte das Rathaus wieder aufgebaut werden.

### Bevölkerungsentwicklung
| Jahr      | 1962 | 1968 | 1975 | 1982 | 1990 | 1999 | 2006 | 2013 | 2020 |
| Einwohner | 275  | 213  | 144  | 127  | 165  | 185  | 173  | 177  | 184  |

Im Jahr 1841 wurde mit 772 Bewohnern die bisher höchste Einwohnerzahl ermittelt. Die Zahlen basieren auf den Daten von cassini.ehess und INSEE.

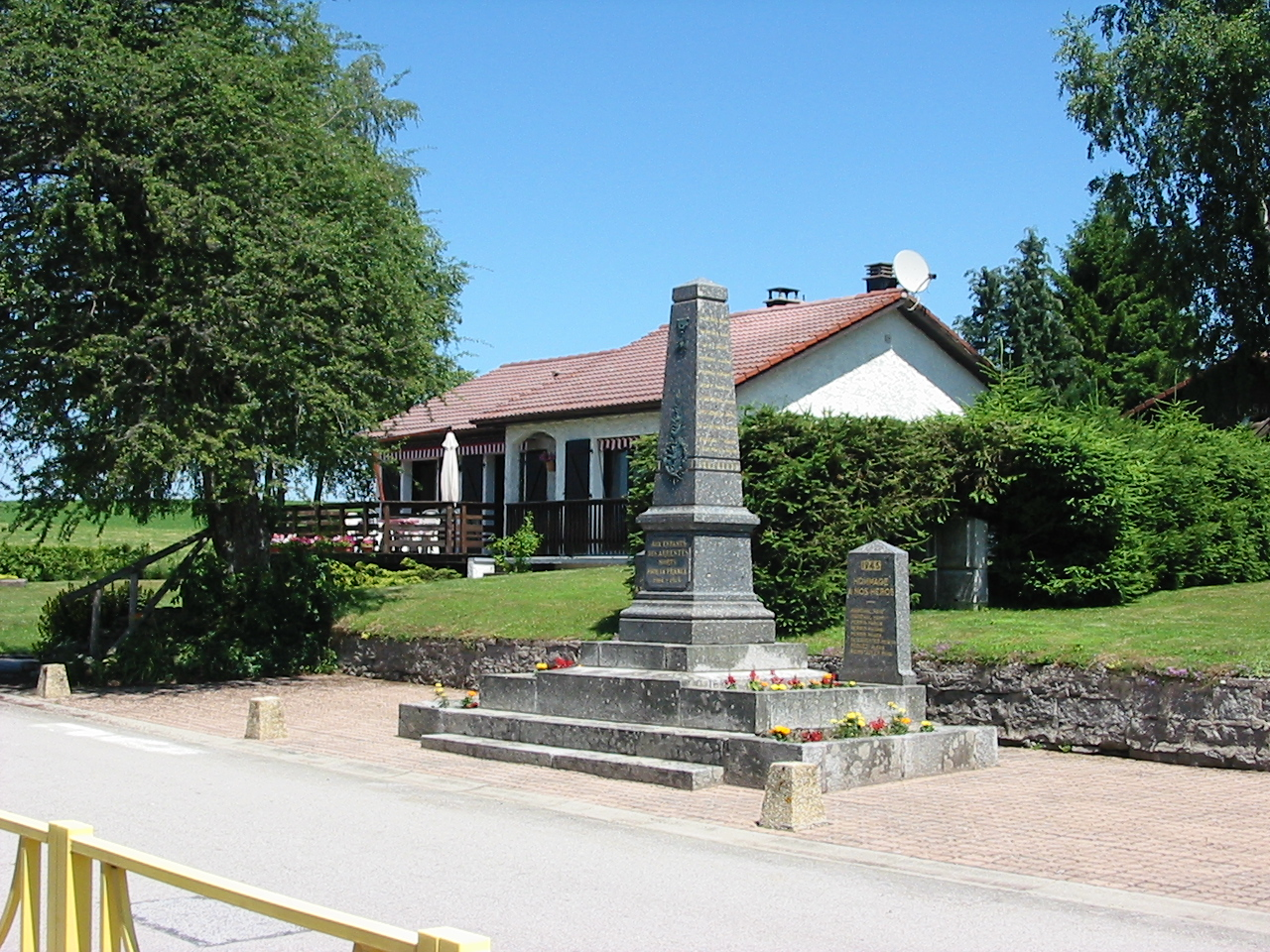
Gefallenendenkmal

## Wirtschaft und Infrastruktur
In der Gemeinde sind neun Landwirtschafts-  (Getreide- und Obstanbau, Milchwirtschaft) und vier Forstbetriebe ansässig. Daneben spielt auch der Tourismus (Ferienhäuser) eine zunehmende Rolle.
Die Gemeinde Arrentès-de-Corcieux liegt abseits der überregional bedeutsamen Verkehrswege. Durch die Gemeinde führt die ganzjährig benutzbare Straße von Corcieux nach Granges-sur-Vologne (D 31). Weitere Straßenverbindungen führen nach Gérardmer und Xonrupt-Longemer. Im acht Kilometer entfernten La Houssière besteht Bahnanschluss (Bahnlinie Arches-Saint-Dié).

## Belege
1. ↑  Arrentès-de-Corcieux auf vosges-archives.com. (PDF; 78 kB) Archiviert vom Original (nicht mehr online verfügbar) am 4. März 2016; abgerufen am 11. März 2013 (französisch).
2. ↑  Arrentès-de-Corcieux auf cassini.ehess
3. ↑  Arrentès-de-Corcieux auf INSEE
4. ↑  Land- und Forstwirtschaftsbetriebe auf annuaire-mairie.fr (französisch)